# Bachianas brasileiras

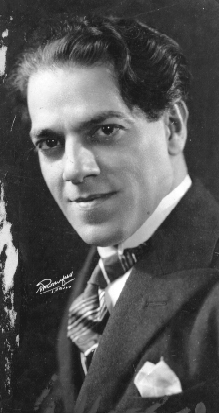
Heitor Villa-Lobos, compositor de Bachianas brasileiras

Bachianas brasileiras són un grup de nou suites creades pel compositor brasiler Heitor Villa-Lobos entre els anys 1930 i 1945. Les nou suites porten el mateix nom, ja que hi ha una relació particular entre elles. Aquesta relació no està lligada a la interpretació de les obres de forma contínua, les quals tenen totes una formació instrumental i vocal diferent, sinó més aviat perquè es relacionen amb una idea compositiva: la suma del folklore brasiler i el model musical de Johann Sebastian Bach, a qui Villa-Lobos admirava. Les nou suites són una mena de tribut al compositor alemany.
Les bachianas estan inspirades per l'atmosfera musical de Bach respecte a l'harmonia i el contrapunt, i en la música popular del Brasil pel que fa a les melodies.< La presència d'aquesta mescla en aquest treball particular de Villa-Lobos es reflecteix tant en la composició musical com en la terminologia dels títols que porten els diferents moviments de l'obra (dos en la gran majoria) els quals fan referència a l'època barroca (com preludi, fuga, tocata) i alhora també a la música i cants folklòrics del Brasil (com ponteío, chôro, catira batida, entre altres).

## Antecedents
A una edat primerenca, Villa-Lobos tocava el violoncel i explorava de forma autodidacta les partitures de Bach i la composició musical. Les seves primeres composicions daten de quan tenia 14 anys. Paral·lelament, tenia molta facilitat amb la improvisació tocant chôros, un fet que l'incita a descobrir la dansa i la música tradicional del Brasil en clubs nocturns de Rio de Janeiro, lloc en el qual es produeixen les trobades amb diferents músics aficionats al folklore. Aquestes trobades desperten gran interès en Villa-lobos pel folklore. Als 18 anys, el 1905, comença el seu gran viatge pel Nord-est del Brasil, buscant l'ànima i la identitat de la música brasilera. Durant set anys, fins al 1912, conviu amb diferents comunitats indígenes de l'Estat de l'Amazones (Brasil), guiat pels estudis del seu amic etnomusicòleg Edgar Roquette-Pinto, i va aprenent cants i ritmes rurals.
El 1920, comença una nova gran obra anomenada Chôros, de catorze peces, per a diferents formacions musicals, que finalitzarà el 1929. En aquestes peces ja s'hi pot percebre un nou aire folklòric brasiler que caracteritza el seu estil musical, producte del seu viatge a l'interior del Brasil. El 1923, Villa-Lobos viatja a París, on resideix durant set anys per a estudiar i presentar la seva música. Allà es consagra com un gran compositor innovador, i coneix diversos grans exponents de l'avantguarda musical de l'època, com: Ravel, Manuel de Falla, Stravinski, Prokófiev i Varèse, que també resideixen a la capital francesa. El 1930 Villa-Lobos torna definitivament al Brasil i s'instal·la a Rio de Janeiro. A partir de llavors, i amb una llarga i àmplia experiència musical comença el llarg procés de composició de les famoses Bachianas brasileiras, que acabarà l'any 1945.

## Llista de lesBachianas brasileiras

### Suite núm. 1
La primera de les bachianas va ser escrita per a una formació instrumental de vuit violoncels, i va ser dedicada al violoncel·lista català Pau Casals. Villa-Lobos va començar a escriure-la el 1930, i es va estrenar el 1932, tot i que incompleta, ja que només va presentar al públic els dos primers moviments: preludi i fuga. Encara van haver de passar sis anys més fins que ell mateix va dirigir la versió completa i definitiva el 1936 a la Sociedade pro-Musica de Sao Paulo, amb un moviment introductori afegit.
- Introduçao (embolada)
- Preludi (modinha)
- Fuga (conversa)

### Suite núm. 2
Aquesta bachiana, igual que la primera, va ser composta el 1930. La formació instrumental és l'orquestra simfònica, amb la plantilla següent: flautí, flauta, oboè, clarinet, saxo tenor, saxo baríton, fagot, dues trompetes, trombó, celesta, piano, corda i una àmplia secció de percussió que inclou diversos instruments brasilers com el recoreco, la matraca o els chocalhos. Aquesta bachiana es va estrenar al Segon Festival Internacional de Música de Venècia, el 1934, dirigida pel compositor i director Alfredo Casella.
- Preludi (O canto do capadocio)
- Ària (O canto da nossa terra)
- Dansa (Lembrança do sertão
- Toccata (O trenzinho o caipira)

### Suite núm. 3
Aquesta va ser l'única peça de les bachianas escrita per a piano i orquestra, l'any 1938. L'estrena va tenir lloc nou anys després de la composició, el 19 de febrer de 1947 a la ciutat de Nova York. La va dirigir el mateix Villa-lobos, amb José Vieira Branco al piano i l'Orquestra Simfònica de Columbia.
- Preludi (Ponteio)
- Fantasia (Devaneio) (Digression)
- Ària (Modinha)
- Toccata (Picapau)

### Suite núm. 4
Originalment va ser escrita per a piano el 1930, però no es va poder escoltar per primer cop fins nou anys després, el 1939, de la mà del pianista José Vieira Branco, a Río de Janeiro. La bona acollida que li va dispensar el públic, va animar Villa-Lobos a arranjar-la per a orquestra simfònica, i en aquesta nova forma es va estrenar el juny de 1942, sota la seva mateixa direcció.
- Preludi (Introdução)
- Coral (Canto do sertão)
- Ària (Cantiga)
- Dansa (Danza/Miudinho)

### Suite núm. 5
És la més famosa de les bachianas, escrita el 1938 i estrenada el 25 de març de 1939, amb el mateix Villa-lobos com a director dels vuit violoncels que acompanyaren la soprano Ruth Valadares Correira, qui va escriure la lletra del primer moviment: Ària (Cantilena). L'ària d'aquesta suite és indiscutiblement una de les obres més reconegudes de Villa-Lobos i una mostra de la seva extraordinària capacitat d'instrumentador: sorprèn la varietat de sonoritats que fa sorgir del conjunt de violoncels.
- Ària (Cantilena)
- Dansa (Martelo)

### Suite núm. 6
Escrita el 1938, és l'única peça de la sèrie que pertany a l'àmbit de la música de cambra: en ella hi dialoguen la flauta i el fagot. Elegí aquesta combinació, per suggerir l'antiga serenata brasilera per a dos instruments. Va substituir l'oficleido pel fagot a causa del fet que aquest instrument es troba més a prop de l'esperit de Bach, i a més perquè va voler fer l'efecte d'element improvisatori com en la serenata cantada. La suite és més bachiana que brasilera.
- Ària (Chôro)
- Fantasia

### Suite núm. 7
Aquesta obra va ser dedicada al ministre d'educació de l'època, Gustavo Capanema. Va ser composta per a orquestra simfònica l'any 1942 i estrenada el 13 de març de 1944 sota la direcció del mateix Villa-Lobos.
- Preludi (Ponteio)
- Giga (Quadrilha caipira)
- Tocata (Desafio)
- Fuga (Conversa)

### Suite núm. 8
La penúltima de les bachianas va ser escrita per a orquestra l'any 1944 i posteriorment per a orquestra simfònica. La seva estrena oficial va ser el 6 d'agost de 1947, tres anys després de ser escrita, i la va dirigir el mateix Villa-Lobos. D'aquesta bachiana “podemos destacar la tocatta, a la manera de catira batida (una danza del Brasil central).
- Preludi
- Ària (Modinha)
- Tocata (Catira batida)
- Fuga

### Suite núm. 9
L'última de les bachianas és més freqüent sentir-la en una versió per a orquestra de cordes (escrita pel mateix compositor), però la versió original es va fer per a "orquestra de veus", és a dir, per a cor a cappella, i representa la culminació de l'obra vocal de Villa-Lobos. És prodigiosament rica en sonoritats obtingudes per mitjà de sorprenents efectes onomatopeics amb vocals i síl·labes, efectes que ja havia fet servir, amb domini creixent, des de la Simfonia núm. 5, i que aquí assoleixen un virtuosisme admirable. Va ser escrita i estrenada el 1945.
- Preludi
- Fuga

## Enregistraments
Les nou Bachianas brasileiras van ser enregistrades el 1955 al Théâtre des Champs-Élysées de París. El mateix Villa-Lobos va dirigir l'Orchestre National De La Radiodiffusion Française, amb Magda Tagliaferro al piano i Victòria dels Àngels com a solista de la suite número 5.